# Bickë
Bickë är (albanska: Bickë med böjningsformen Bicka) en ort i Albanien.   Den ligger i prefekturen Qarku i Korçës, i den sydöstra delen av landet, 100 kilometer sydost om huvudstaden Tirana. Bickë ligger 1 075 meter över havet och antalet invånare är 502.
Terrängen runt Bickë är kuperad.  
Omgivningarna runt Bickë är en mosaik av jordbruksmark och naturlig växtlighet.  Runt Bickë är det ganska tätbefolkat, med 80 invånare per kvadratkilometer.